# Novaya Zemlya (huyện)
Huyện Novaya Zemlya (tiếng Nga: ? райо́н) là một huyện hành chính tự quản (raion), của Tỉnh Arkhangelsk, Nga. Huyện có diện tích 90650 km², dân số thời điểm ngày 1 tháng 1 năm 2000 là ? người. Trung tâm của huyện đóng ở ?.